# Nedachlebice
Nedachlebice jsou obec v okrese Uherské Hradiště ve Zlínském kraji. Žije zde 786 obyvatel.

## Název
Jméno vesnice (v nejstarší podobě Nedachlebici) bylo odvozeno od osobního jména Nedachleb (což byla původně nelichotivá přezdívka), význam místního jména tedy byl "Nedachlebovi lidé".
V lidovém podání se Nedachlebice jmenovaly původně Chlebice. Ale kdysi prý nedachlebský pán nabízel občanům, že jim dá všechny pánské lesy za poměrně mnoho peněz a velké roboty. Občané však nechtěli. Nedachlebský pán jim řekl: „No, dobře. Když jste nechtěli, nechtěli jste. Dědina se mohla jmenovat Chlebice, neboť byste měli po vyklučení lesa dostatek chleba (lesy zabírají polovinu území), ale nyní se bude jmenovati Nedachlebice.[zdroj?]
Jiná lidová verze vypravuje, že na tom místě, kde stojí nedachlebský dvůr, stával kdysi dvorec a kolem něho byly samé lesy, ve kterých pán, co v tom dvorci býval, ovce pásal. Ty lesy později skácel a paseku posel obilím, ale obilí slabě rostlo a nechtělo se dařit. Pán vida, že z toho obilí bude málo chleba, pojmenoval tu krajinu i s dědinou Nedachlebicemi.[zdroj?]

## Historie
První písemná zmínka o obci pochází z roku 1209 (villam, que Nedaclebiz nuncupatur).

## Obyvatelstvo
| Rok            | 1869 | 1880 | 1890 | 1900 | 1910 | 1921 | 1930 | 1950 | 1961  | 1970  | 1980 | 1991 | 2001 | 2011 | 2021 |
| -------------- | ---- | ---- | ---- | ---- | ---- | ---- | ---- | ---- | ----- | ----- | ---- | ---- | ---- | ---- | ---- |
| Počet obyvatel | 570  | 627  | 675  | 743  | 839  | 839  | 842  | 913  | 1 050 | 1 022 | 976  | 872  | 796  | 796  | 759  |
| Počet domů     | 119  | 125  | 149  | 155  | 158  | 165  | 191  | 229  | 241   | 241   | 251  | 269  | 261  | 270  | 277  |

## Obecní správa

### Obecní symboly
Znak a vlajka byly obci uděleny rozhodnutím předsedy Poslanecké sněmovny Parlamentu České republiky dne 14. června 2000.

## Pamětihodnosti
- Kostel svatého Cyrila a Metoděje
- Kříž směrem na Bílovice

### Kostel svatého Cyrila a Metoděje
Kostel byl postaven v letech 1994–1998. Základní kámen byl posvěcen již v roce 1991 a samotný kostel byl pak vysvěcen 14. června 1998 olomouckým arcibiskupem Mons. Janem Graubnerem. Svatostánek původem z Kroměříže daroval do kostela Mons. Jan Graubner a sochy svatých Cyrila a Metoděje daroval litoměřický biskup Mons. Josef Koukl.
Pravidelné bohoslužby se zde konají ve čtvrtek v 18:00 a v neděli v 10:30. Kostel je součástí bílovické farnosti.

## Rybníky
Podle doložených zpráv bylo v roce 1686 v Nedachlebicích 9 rybníků. 
A tak se o potřebě rybníka v současné době v Nedachlebicích mluvilo poměrně dlouho. Nejvíce se o vybudování rybníka zasadil tehdejší starosta Vratislav Němeček. Rybníky jsou vybudovány za Nedachlebicemi. V červnu 2000 byl dokončen Olšovec I. Olšovec II byl napuštěn a uveden do provozu v červenci 2001. Jedním z hlavních důvodů jeho vybudování byla potřeba vytvořit a udržet stálou zásobu vody v krajině a tím i zajištění podmínek pro přežití mizejících živočichů (rybník leží v přírodním parku Prakšická vrchovina). Rybník je napájen vodou z lesního potoka.
Rybníky nevyužívají pouze rybáři, ale i myslivci. Stal se vítaným cílem výletů, procházek a odpočinku lidí z širokého okolí. Významný je rybník též pro okolní krajinu, kde ovlivňuje mikroklima. Jeho okolí se stalo útočištěm mnoha druhů živočichů jako např. ledňáček říční, bukáček malý, užovky, obojživelníci aj. Součástí Olšovce II je i menší jezírko pro život obojživelníků a brouků.

## Osobnosti
- Jaroslav Knichal

## Galerie

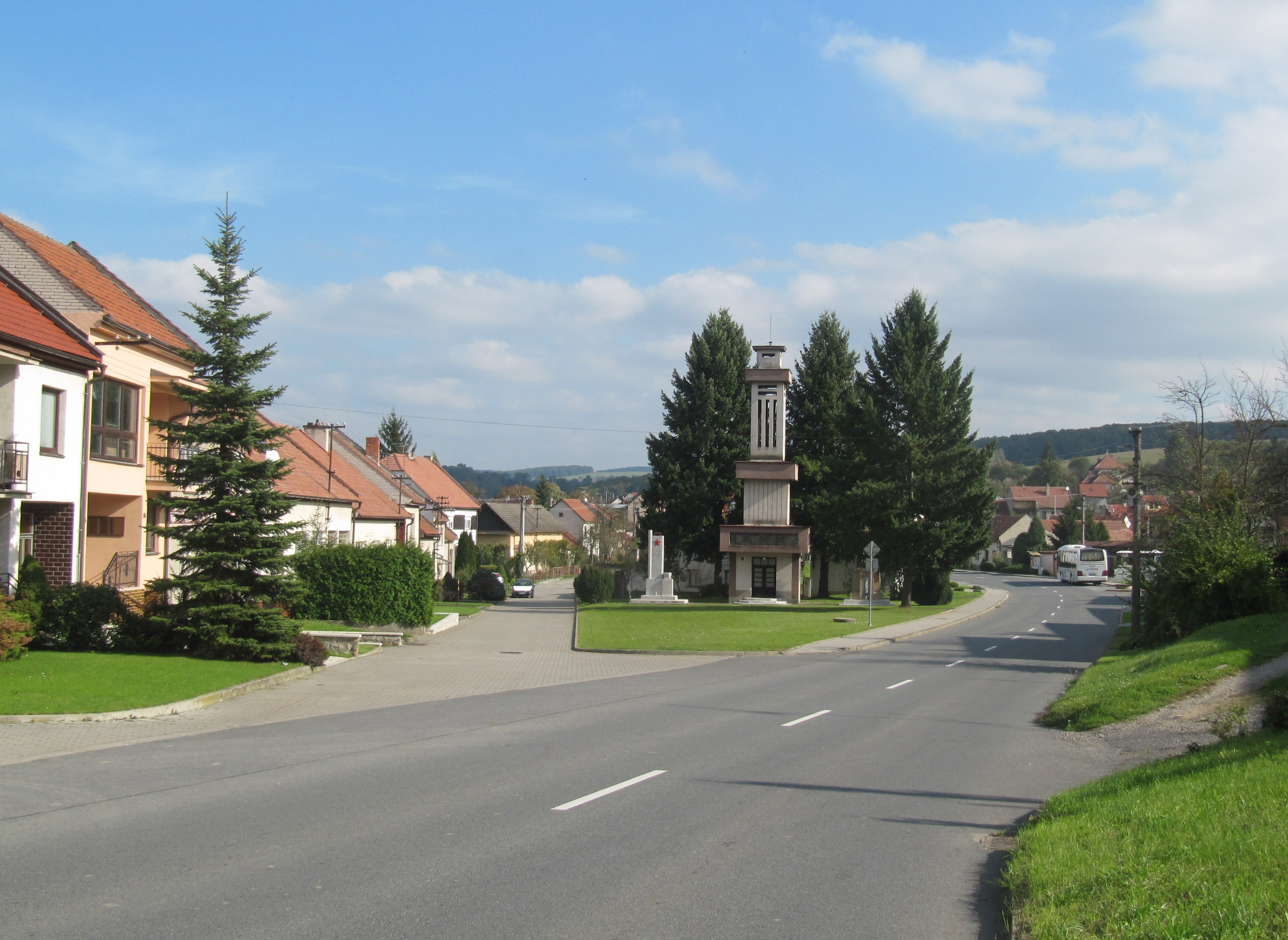
Náves
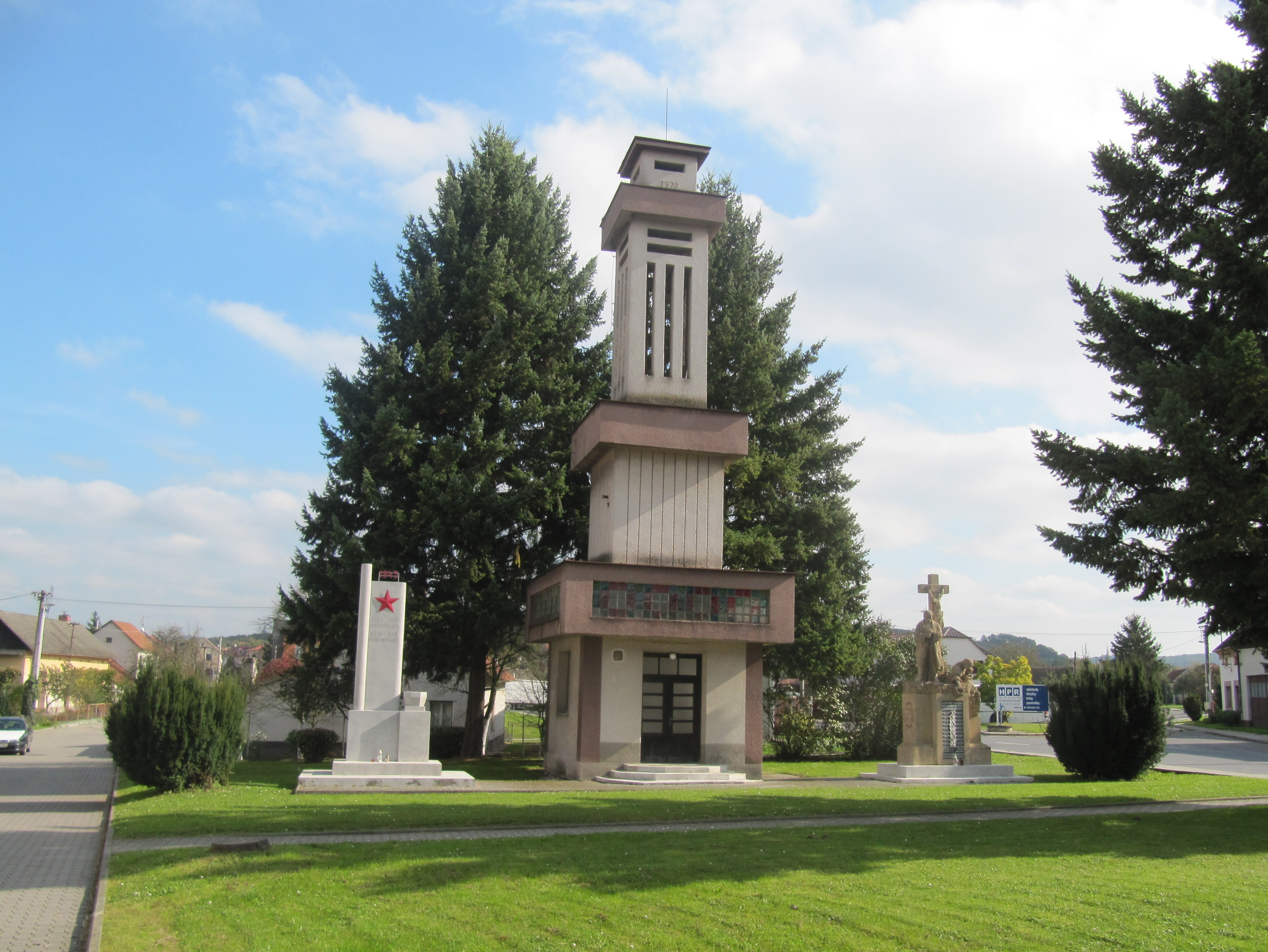
Zvonice na návsi s pomníky obou světových válek po stranách
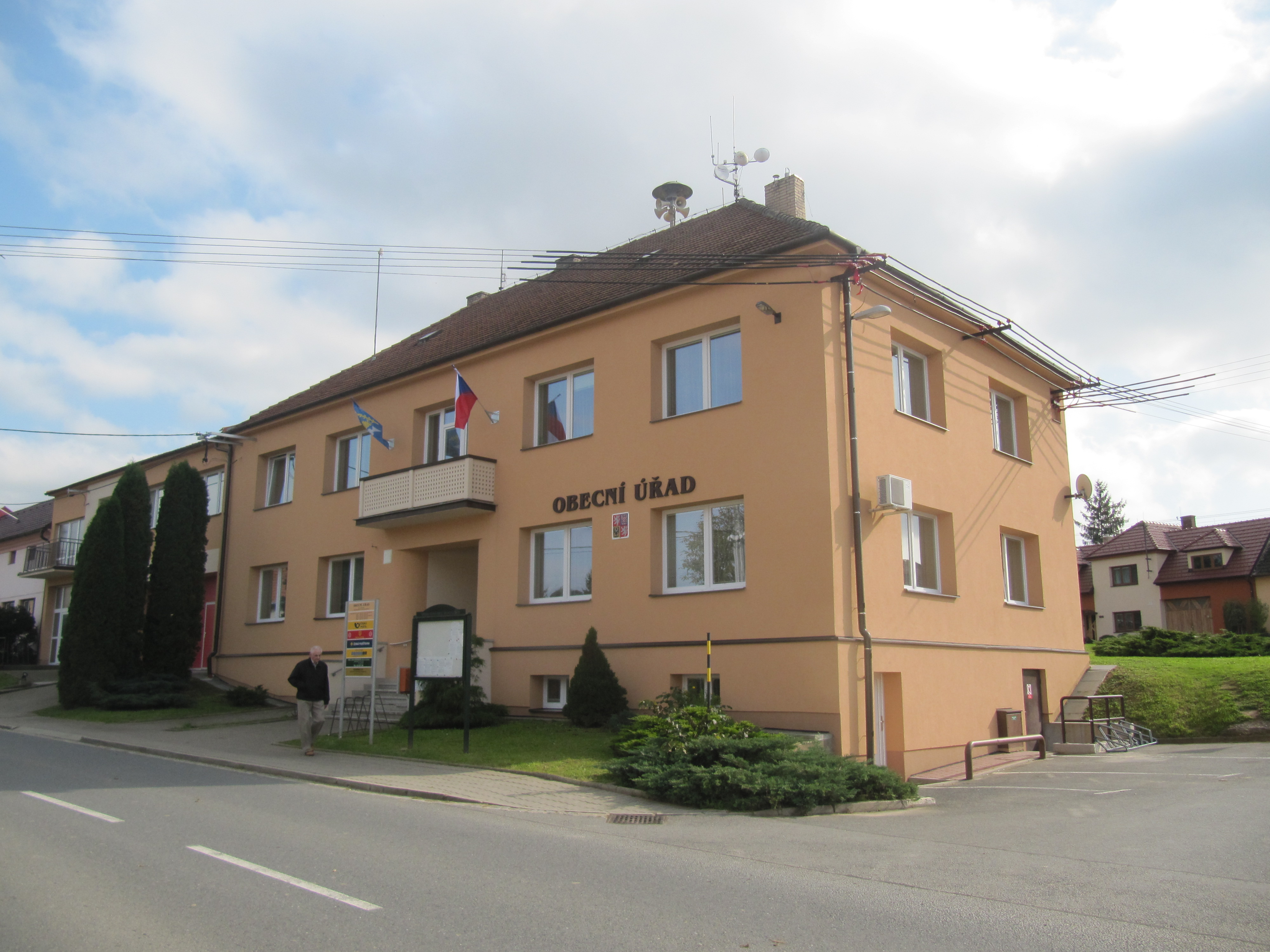
Obecní úřad
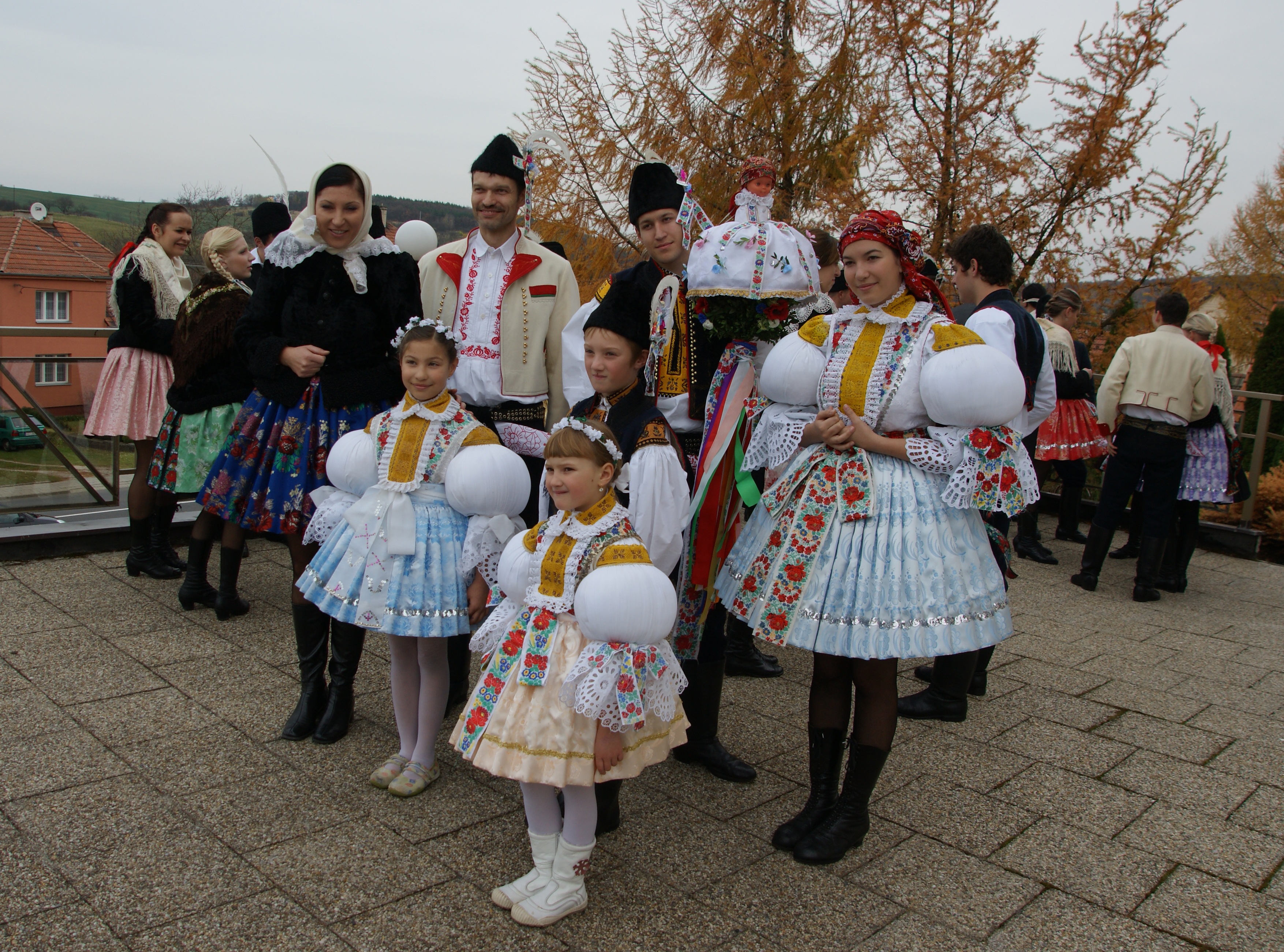
Kroje
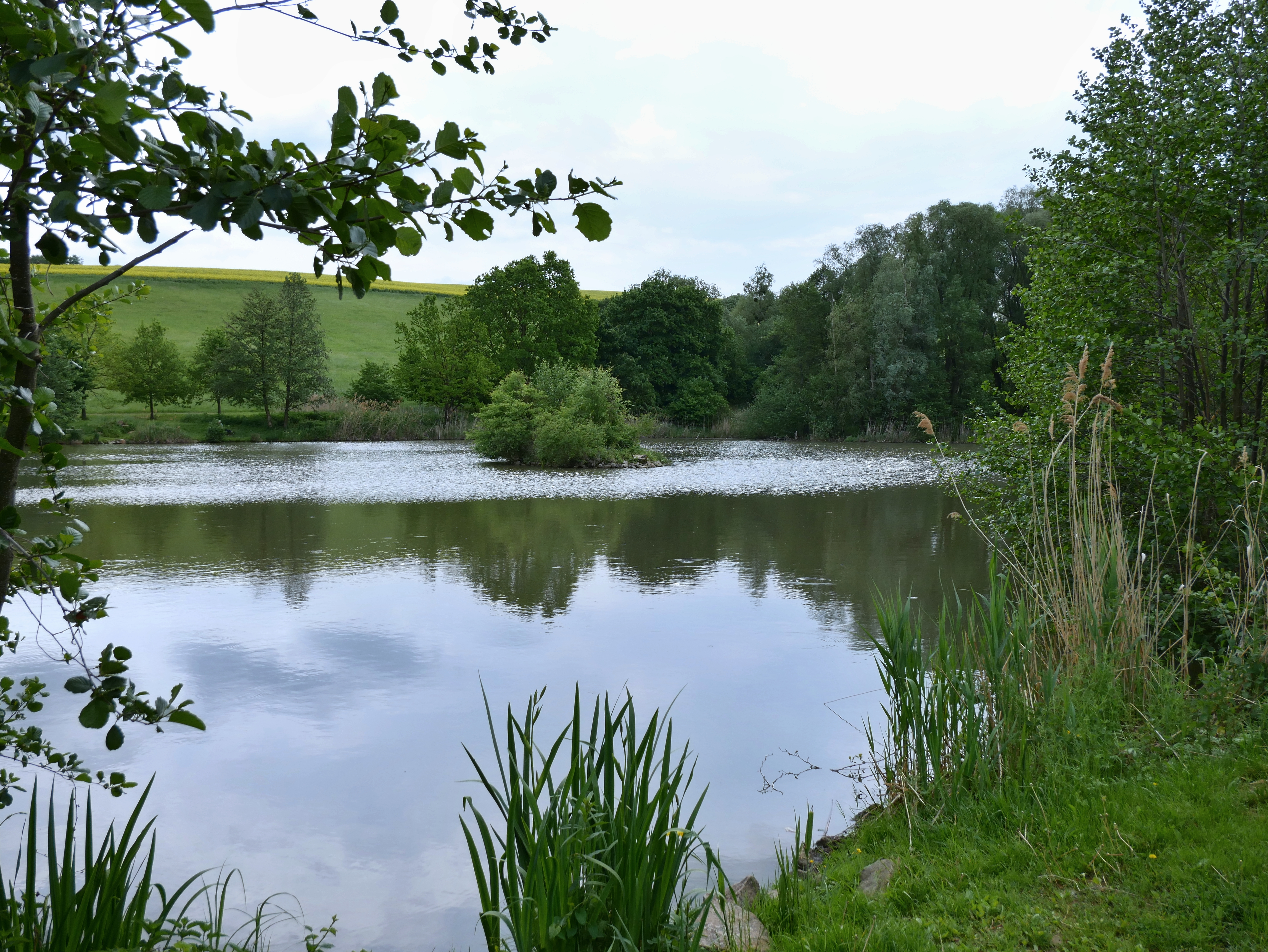
Rybník